# فهد بن عبد الله الغفيلي
الفريق الركن فهد بن عبد الله الغفيلي، نائب رئيس هيئة الأركان العامة منذ التاسع والعشرين من أغسطس 2024م. وشغل قبلها عدداً من المناصب منها: قائد القوات البحرية الملكية السعودية، وقائد الأسطول الشرقي.

## الحياة العملية
في عام 2007 تم ترقيته إلى رتبة عميد ركن في القوات البحرية السعودية. شغل منصب قائد الأسطول الشرقي لعدة سنوات. وشارك في عدد من الفاعليات الهامة بالمملكة حيث دشن فاعليات المهرجان البحري في نسخته الثانية تحت عنوان “أسر المرابطين والشهداء في قلوبنا” تعبيراً عن تقدير المملكة للدور الذي يقوم به جنود البحرية الأبطال، وذلك في أبريل 2017. قام بافتتاح ورعاية حفل يوم السلامة البحري وذلك في فبراير 2016، و2017.
شارك في مناورات التمرين العسكري المشتركة بين القوات البحرية السعودية والقوات البحرية الخاصة بمملكة البحرين، والتي تهدف إلى تنسيق العمل المشترك من قبل الجانبين في حال حدوث أي اشتباكات أو نزاعات في ما وراء البحار. كما شارك في مهام تمارين درع الخليج1، 2 وذلك في عام 2016.
صدر مرسوم ملكي بترقيته من رتبة لواء إلى رتبة فريق ركن ليتولى قيادة القوات البحرية بالمملكة العربية السعودية من 4 نوفمبر 2017 إلى 29 أغسطس 2024م.
عين نائباً لرئيس هيئة الأركان العامة برتبة فريق ركن من 29 أغسطس 2024م.

## التكريمات
حصل على عدد من التكريمات خلال مسيرته العملية ومن بينها التكريم حصل عليه من الرئيس التنفيذي للهيئة الملكية الدكتور مصلح العتيبي.

## المؤهلات العلمية والعسكرية
- شهادة البكالوريوس في العلوم البحرية والعسكرية .
- دورة تأسيسية للضباط التنفيذيين .
- دورة تأسيسية لضباط الاستخبارات .
- دورة رؤساء أقسام العمليات .
- دورة الأركان .
- دورة الأركان المشتركة .
- ماجستير في إستراتيجية الأمن الوطني .
- ندوة تنفيذية بمركز الدراسات الإستراتيجية .

## المناصب التي شغلها
- رئيس قسم مكافحة الغواصات .
- رئيس قسم العمليات .
- رئيس قسم الاستخبارات .
- قائد لسفينة .
- مستشار عسكري .
- قائداً للقاعدة .
- قائد للأسطول الشرقي .
- قائداً للقوات البحرية الملكية السعودية .
- نائب رئيس هيئة الأركان العامة .

## الأوسمة والميداليات
- وسام الملك فيصل من الدرجة الثالثة .
- ميدالية تحرير الكويت .
- ميدالية درع الجنوب.
- ميدالية التقدير العسكري من الدرجة الأولى .
- نوط القيادة .

- نوط ا لمعركة ( مرتين )
- نوط الإدارة العسكرية ( مرتين )
- نوط الأمن .
- نوط الإتقان ( مرتين ) .
- نوط الخدمة العسكرية 30 سنة .
- نوط درع الجزيرة .
- نوط الذكرى المئوية .
- نوط تمرين سيف عبد الله .
- ميدالية نيشان الامتياز .
- نوط الهجرة .[7]